# Charkivs konstakademi

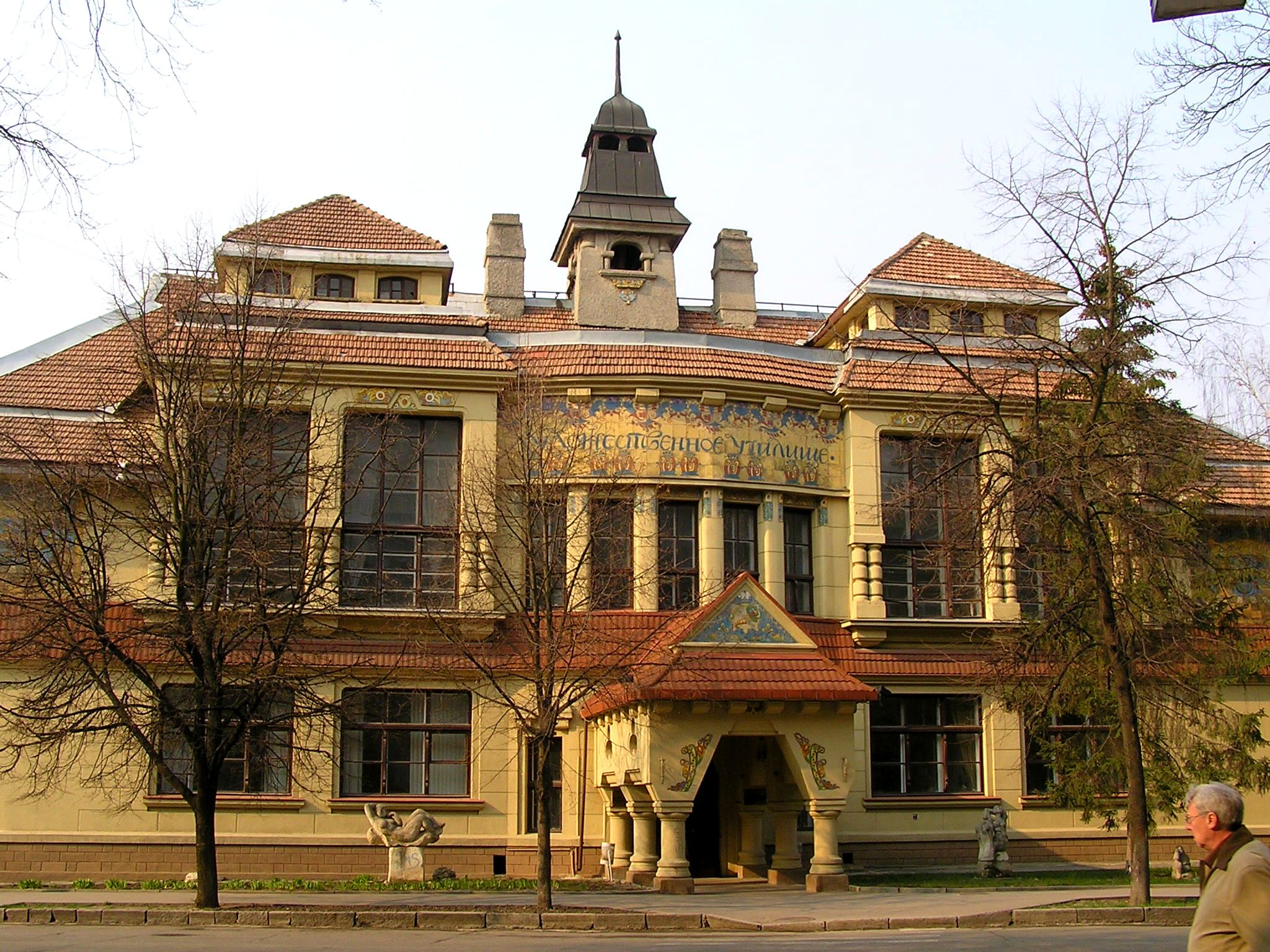
Charkivs konstakademi

Charkivs konstakademi tidigare Charkovs konstakademi är en ukrainsk utbildningsinstitution i Charkiv som grundades 1722 i Belgorod i dagens Ryssland av biskopen Jepfanij Tychorskyj. År 1772 flyttades det till den lillryska huvudstaden Charkov (dagens Charkiv i Ukraina).